# Kronverk Cinema SkyMall
Kronverk Cinema Sky Mall — у минулому багатозальний кінотеатр у Києві, що входив до складу російської мережі кінотеатрів «Kronverk Cinema». Відкрито 1 вересня 2011 року, а у листопаді 2015 року кінотеатр перейшов у мережу Multiplex.

## Основні дати
1 вересня 2011 року — відкриття.
31 січня 2013 року — всі зали кінотеатру оснащено цифровими проекторами.
19 листопада 2015 року — кінотеатр переходить у мережу Multiplex.

## Опис
Загальна кількість залів — 10. Кінотеатр розрахований на більше ніж 1700 гостей.

## Репертуар
Репертуар включає усі значущі фільми прокату, в тому числі мовою оригіналу з українськими субтитрами, а також широку альтернативну і фестивальну програму. В 2014 році вперше в Україні відбулися покази спектаклів Британського театру.